# Vincent (Alabama)
Pour les articles homonymes, voir Vincent.
Vincent est une municipalité américaine située dans le comté de Shelby en Alabama.
Selon le recensement de 2010, sa population est de 1 988 habitants. La municipalité s'étend sur 19,94 milles carrés (51,64 km2), dont 0,22 milles carrés (0,57 km2) dans le comté voisin de Saint Clair et 0,45 milles carrés (1,17 km2) dans celui de Talladega.
Au début du XIXe siècle, la famille Kidd acquiert les terres qui deviendront Vincent, du nom de l'une de leurs filles : Anna Bella Vincent. La localité devient une municipalité en février 1887, l'année de l'arrivée du chemin de fer.

## Démographie
| 1900 | 1910 | 1920  | 1930  | 1940  | 1950  |
| ---- | ---- | ----- | ----- | ----- | ----- |
| 765  | 995  | 1 034 | 1 192 | 1 108 | 1 240 |

| 1960  | 1970  | 1980  | 1990  | 2000  | 2010  |
| ----- | ----- | ----- | ----- | ----- | ----- |
| 1 402 | 1 419 | 1 652 | 1 767 | 1 853 | 1 988 |